# Magneuptychia juani
Magneuptychia juani är en fjärilsart som beskrevs av Otto Staudinger 1888. Magneuptychia juani ingår i släktet Magneuptychia och familjen praktfjärilar. Inga underarter finns listade i Catalogue of Life.